# 友谊宫站
友誼宮站是哈尔滨地铁3号线的地铁车站，位于中国黑龙江省哈尔滨市道里区友誼路与通江街交叉口，于2024年11月26日开通。

## 车站结构
友誼宮站沿友誼路下大致呈東西向布置，为地下二层岛式站台车站。车站地下一层为站厅层，地下二层为站台层。
| 地面              | 出入口 | 1-4出入口                                                                                             |
| 地下一层          | 站厅   | 客服中心、自动售票机、验票机                                                                          |
| 地下二层          | 站台层 | \| \| \| █ 3号线外环（人民广场） \| \| 島式 · 開左邊车门 \| \| \| \| \| \| █ 3号线內环（兆麟公園） \| |
|                   |        | █ 3号线外环（人民广场）                                                                               |
| 島式 · 開左邊车门 |        | |
|                   |        | █ 3号线內环（兆麟公園）                                                                               |

## 车站出口
友誼宮站共设4个出口，各出口及周围设施如下所示：
| 编号                | 建议前往的目的地 | 照片 | 无障碍设施 |
| ------------------- | ---------------- | ---- | ---------- |
| 1 · 出口            |                  |      | 不適用     |
| 2 · 出口            |                  |      | 不適用     |
| 3 · 出口 · （设有） |                  |      |            |
| 4 · 出口            |                  |      | 不適用     |
| 图例： 设有         |                  |      |            |

## 车站历史
- 2024年11月26日，随3号线二期工程西北半环通车一同开通[1]。